# Daniel Ionescu
Daniel Ionescu (n. 27 mai 1948, București) este un fost deputat român în legislaturile 2000-2004 și 2004 - 2008, ales în județul Vrancea pe listele partidului PRM. În legislatura 2000-2004, Daniel Ionescu a fost secretarul Comisiei de Buget, Finanțe, Bănci și membru în grupurile parlamentare de prietenie cu Republica Portugheză și Statul Plurinațional Bolivia. În legislatura 2004-2008, Daniel Ionescu a fost ales pe listele PRM dar a devenit deputat independent; în perioada martie 2006 - iunie 2007, a activat în grupul PSD" din iunie 2007 a activat în grupul PDL. În legislatura 2004-2008, Daniel Ionescu a fost membru în grupurile parlamentare de prietenie cu UNESCO și Republica Orientală a Uruguayului. 
1. ↑  Daniel IONESCU